# 3387 Greenberg
3387 Greenberg è un asteroide della fascia principale. Scoperto nel 1981, presenta un'orbita caratterizzata da un semiasse maggiore pari a 2,6013296 UA e da un'eccentricità di 0,1873727, inclinata di 12,85994° rispetto all'eclittica.